# Piastowie wielkopolscy
Piastowie wielkopolscy – linia Piastów biorąca swój początek od Mieszka III Starego. W linii męskiej wygasła w 1296 na księciu wielkopolskim Przemyśle II, królu Polski w latach 1295–1296, w linii żeńskiej w 1339 na księżnej kaliskiej Jadwidze, żonie Władysława I Łokietka, królowej Polski w latach 1320–1333.

## Drzewo genealogiczne Piastów wielkopolskich
|                                               |                                               |                                               |                                               |                                                    |                                                    |                                                    |                                                    | Δ Mieszko III Stary ur. 1122/1125 zm. 13 lub 14 III 1202 |                                              |                                                      |                                                      |                                                      |                                                      |                                                     |                                                     |                                               |                                               |                                               |                                               |
|                                               |                                               |                                               |                                               |                                                    |                                                    |                                                    |                                                    |                                                          |                                              |                                                      |                                                      |                                                      |                                                      |                                                     |                                                     |                                               |                                               |                                               |                                               |
|                                               |                                               |                                               |                                               |                                                    |                                                    |                                                    |                                                    |                                                          |                                              |                                                      |                                                      |                                                      |                                                      |                                                     |                                                     |                                               |                                               |                                               |                                               |
| Odon ur. 1141/1149 zm. 20 IV 1194             | Odon ur. 1141/1149 zm. 20 IV 1194             | Stefan ur. ok. 1150 zm. 18 X 1166/1177        | Stefan ur. ok. 1150 zm. 18 X 1166/1177        | Wierzchosława Ludmiła ur. przed 1153 zm. 1223      | Wierzchosława Ludmiła ur. przed 1153 zm. 1223      | Judyta ur. przed 1154 zm. po 12 XII 1201           | Judyta ur. przed 1154 zm. po 12 XII 1201           | Elżbieta ur. przed 1154 zm. 2 IV 1209                    | Elżbieta ur. przed 1154 zm. 2 IV 1209        | Bolesław ur. 1159 zm. 13 IX 1195                     | Bolesław ur. 1159 zm. 13 IX 1195                     | Mieszko ur. 1160/1165 zm. 2 VIII 1193                | Mieszko ur. 1160/1165 zm. 2 VIII 1193                | Władysław III Laskonogi ur. 1161/1166 zm. 3 XI 1231 | Władysław III Laskonogi ur. 1161/1166 zm. 3 XI 1231 | Salomea(?) ur. 1162/1164 zm. 11 V po 1183     | Salomea(?) ur. 1162/1164 zm. 11 V po 1183     | Anastazja ur. przed 1170 zm. po 31 V 1240     | Anastazja ur. przed 1170 zm. po 31 V 1240     |
|                                               |                                               |                                               |                                               |                                                    |                                                    |                                                    |                                                    |                                                          |                                              |                                                      |                                                      |                                                      |                                                      |                                                     |                                                     |                                               |                                               |                                               |                                               |
|                                               |                                               |                                               |                                               |                                                    |                                                    |                                                    |                                                    |                                                          |                                              |                                                      |                                                      |                                                      |                                                      |                                                     |                                                     |                                               |                                               |                                               |                                               |
| Władysław Odonic ur. ok. 1190 zm. 5 VI 1239   | Władysław Odonic ur. ok. 1190 zm. 5 VI 1239   | Eufrozyna ur. ? zm. 23 VIII po 1231           | Eufrozyna ur. ? zm. 23 VIII po 1231           | Eufrozyna ur. ? zm. 23 VIII po 1231                | Eufrozyna ur. ? zm. 23 VIII po 1231                | Ryksa ur. ? zm. 18 XI po 1238                      | Ryksa ur. ? zm. 18 XI po 1238                      |                                                          | Wierzchosława ur. przed 1195 zm. 2 I po 1212 | Wierzchosława ur. przed 1195 zm. 2 I po 1212         | Eudoksja(?) ur. przed 1195 zm. 1270(?)               | Eudoksja(?) ur. przed 1195 zm. 1270(?)               |                                                      |                                                     |                                                     |                                               |                                               |                                               |                                               |
|                                               |                                               |                                               |                                               |                                                    |                                                    |                                                    |                                                    |                                                          |                                              |                                                      |                                                      |                                                      |                                                      |                                                     |                                                     |                                               |                                               |                                               |                                               |
|                                               |                                               | ?                                             |                                               |                                                    |                                                    |                                                    |                                                    |                                                          |                                              |                                                      |                                                      |                                                      |                                                      |                                                     |                                                     |                                               |                                               |                                               |                                               |
| Jadwiga ur. 1218/1219 zm. 8 I najpóźniej 1234 | Jadwiga ur. 1218/1219 zm. 8 I najpóźniej 1234 | Jadwiga ur. 1218/1219 zm. 8 I najpóźniej 1234 | Jadwiga ur. 1218/1219 zm. 8 I najpóźniej 1234 | Przemysł I ur. 5 VI 1220/24 XII 1221 zm. 4 VI 1257 | Przemysł I ur. 5 VI 1220/24 XII 1221 zm. 4 VI 1257 | Przemysł I ur. 5 VI 1220/24 XII 1221 zm. 4 VI 1257 | Przemysł I ur. 5 VI 1220/24 XII 1221 zm. 4 VI 1257 |                                                          |                                              | Bolesław Pobożny ur. 1224/1227 zm. 13 lub 14 IV 1279 | Bolesław Pobożny ur. 1224/1227 zm. 13 lub 14 IV 1279 | Bolesław Pobożny ur. 1224/1227 zm. 13 lub 14 IV 1279 | Bolesław Pobożny ur. 1224/1227 zm. 13 lub 14 IV 1279 | (?) Ziemomysł ur. 1228/1235 zm. 1235/1236           | (?) Ziemomysł ur. 1228/1235 zm. 1235/1236           | Salomea ur. zap. 1225/1235 zm. IV w 1267/1274 | Salomea ur. zap. 1225/1235 zm. IV w 1267/1274 | Eufemia ur. najpóźniej 1239 zm. 15 II po 1287 | Eufemia ur. najpóźniej 1239 zm. 15 II po 1287 |
|                                               |                                               |                                               |                                               |                                                    |                                                    |                                                    |                                                    |                                                          |                                              |                                                      |                                                      |                                                      |                                                      |                                                     |                                                     |                                               |                                               |                                               |                                               |
|                                               |                                               |                                               |                                               |                                                    |                                                    |                                                    |                                                    |                                                          |                                              |                                                      |                                                      |                                                      |                                                      |                                                     |                                                     |                                               |                                               |                                               |                                               |
| Konstancja ur. 1245/1248 zm. 10 X 1281        | Konstancja ur. 1245/1248 zm. 10 X 1281        | Eufrozyna ur. 1247/1252 zm. 17 II(?) 1298     | Eufrozyna ur. 1247/1252 zm. 17 II(?) 1298     | Eufrozyna ur. 1247/1252 zm. 17 II(?) 1298          | Eufrozyna ur. 1247/1252 zm. 17 II(?) 1298          | Anna ur. 1253 zm. 19 V(?) po 1295                  | Anna ur. 1253 zm. 19 V(?) po 1295                  | Eufemia ur. 1253 zm. 5 IX 1298                           | Eufemia ur. 1253 zm. 5 IX 1298               | Przemysł II ur. 14 X 1257 zm. 8 II 1296              | Przemysł II ur. 14 X 1257 zm. 8 II 1296              |                                                      |                                                      | Elżbieta ur. 1261/1263 zm. 28 IX 1304               | Elżbieta ur. 1261/1263 zm. 28 IX 1304               | Jadwiga ur. 1270/1275(?) zm. 10 XII 1339      | Jadwiga ur. 1270/1275(?) zm. 10 XII 1339      | Anna ur. 1276 zm. zap. przed 1300             | Anna ur. 1276 zm. zap. przed 1300             |
|                                               |                                               |                                               |                                               |                                                    |                                                    |                                                    |                                                    |                                                          |                                              |                                                      |                                                      |                                                      |                                                      |                                                     |                                                     |                                               |                                               |                                               |                                               |
|                                               |                                               |                                               |                                               |                                                    |                                                    |                                                    |                                                    |                                                          |                                              |                                                      |                                                      |                                                      |                                                      |                                                     |                                                     |                                               |                                               |                                               |                                               |
|                                               |                                               |                                               |                                               |                                                    |                                                    |                                                    |                                                    |                                                          |                                              | Ryksa Elżbieta ur. 1 IX 1288 zm. 19 X 1335           |                                                      |                                                      |                                                      |                                                     |                                                     |                                               |                                               |                                               |                                               |

Opracowanie na podstawie: O. Balzer, Genealogia Piastów, Kraków 2005. Uzupełnienia i korekty według: K. Jasiński, Uzupełnienia do genealogii Piastów, „Studia Źródłoznawcze” III, 1958, s. 199–212; idem, Uzupełnienia do genealogii Piastów. Dokończenie, „Studia Źródłoznawcze” V, 1960, s. 89–112; E. Rymar, Dobrosława, księżniczka zachodniopomorska, pani na Sławnie potem Choćkowie oraz Audacja (Eudoksja) Piastówna, hrabina Zwierzyńska, „Studia i materiały do dziejów Wielkopolski i Pomorza”, 28 (1981), s. 5–31; K. Jasiński, Genealogia Piastów wielkopolskich. Potomstwo Władysława Odonica, [w:] Nasi Piastowie, „Kronika Miasta Poznania” 1995, nr 2, s. 34–66; D. Karczewski, W sprawie pochodzenia Jadwigi pierwszej żony księcia kujawskiego Kazimierza Konradowica [w:] Europa Środkowa i Wschodnia w polityce Piastów, red. K. Zielińska-Melkowska, Toruń 1997.